# イーヴァイル
イーヴァイル（Evile）は、2004年にイギリスのハダースフィールドで結成されたスラッシュ・メタルバンドである。

## バイオグラフィー

### 結成以前
バンドの始まりは、2000年に学校の友達同士だったマット・ドレイクとベン・カーターがMetal Militiaというカバーバンドを結成したところから始まる。その後、そこにマットの弟のオル・ドレイクがリードギタリストとして加入し、さらにベーシストのマイク･アレキサンダーを加入し、Evileとしてのラインナップを一通り揃えた。

### Evile結成
2004年になるとバンドはカバーバンドとしての活動をやめ、オリジナルソングを作曲し始める。その後も地道に活動を続け、2004年には「All Hallows Eve」を、2006年には「Hell Demo」というEPをそれぞれ自主制作でリリースし、ツアーも精力的に行い着実に知名度を広げ始める。
そしてついにはEarache Recordsと契約するに至った。

### Enter the Grave
その後バンドは、マットが自らフレミング・ラスムッセン(特にメタリカの2,3,4枚目のアルバムのプロデューサーとして有名)にコンタクトを取りプロデュースを依頼。
それが承認されると2007年にコペンハーゲンにあるスウィート・サイレンス・スタジオにてレコーディングを開始し、同年8月、ついに1stアルバムである「Enter the Grave」を発表する。このアルバムはUKロックアルバムチャートで33位を記録、さらにはKerrang!を始めとする各メタル音楽誌においてもかなりの高評価を獲得し、世界的に知名度を上げることとなった。
アルバム発表後は世界的にツアーを敢行し、2008年の2月から3月にかけてはスラッシュメタルバンドのメガデスのサポートとしてのツアー、
さらに4月にはエクソダスともツアーをするなどバンドとしてさらに成長し、知名度も上げていった。

### Infected Nations - 現在
順調にツアーもこなしたあとバンドはプロデューサーにラス･ラッセル(Napalm Death、The Exploitedなど)を迎えての2ndアルバムを制作し、2009年9月21日に2ndアルバム「Infected Nations」を発表した。
その後EvileはAmon Amarth、Entombedと一緒にツアーをすることになり、このツアーも順調に進んでいくかと思われた。
しかし、ツアーでスウェーデンに滞在中の10月5日にベーシストのMike Alexanderが血栓症のため32歳で亡くなった。
この出来事に対し残ったメンバーはMyspaceのブログにコメントし、追悼の意をこめてマイクのトリビュートサイトを作った。Mike Alexander
またMyspaceや、YoutubeのEvileの動画のコメント欄などには世界中のファンからたくさんの追悼メッセージが寄せられた。
そして12月にはMike Alexander Memorial Showと称したライブを仲の良かったバンドGama Bomb, Mutant, Seregonらと共に行った。このライブではいつものようにEvileの曲をやるのではなく、マイクの好きだったバンド(MetallicaやSepulturaなど) のカバーを中心に行っている。ちなみにその時の様子は現在Youtubeでも確認できる。
その後メンバー達は11月から12月にかけて新ベーシストのオーディションを行い、2010年にはイギリス、ヨーロッパを中心としたツアーを行うことを発表、さらに12月16日には新ベーシストとしてJoel Grahamを正式に迎え入れて活動していくことが発表された。

## メンバー
- Ol Drake - lead guitar, lead vocals
- Adam Smith – rhythm guitar, backing vocals
- Joel Graham - bass, backing vocals
- Ben Carter - drums

### 元メンバー
- Matt Drake - lead vocals, rhythm guitar (2004–2020)
- Piers Donno-Fuller – lead guitar, backing vocals (2014–2018)
- Mike Alexander - bass, backing vocals (2004–2009)

## ディスコグラフィー

### デモ
- 2004: All Hallows Eve
- 2006: Hell Demo

### アルバム
- 2007: Enter the Grave
- 2009: Infected Nations
- 2011: Five Serpent's Teeth
- 2013: Skull
- 2021: Hell Unleashed